# Lista recordurilor mondiale la canotaj
Lista recordurilor mondiale la canotaj cuprinde recordurile mondiale la canotaj pe distanța de 2000 m.

## Masculin
| Disciplina                           | Timpul  | Echipa | Data               | Locul        |
| ------------------------------------ | ------- | --- | ------------------ | ------------ |
| simplu vâsle                         | 6:33,35 | Mahe Drysdale | 2009 august 29     | Poznań       |
| dublu vâsle fără cârmaci             | 6:03,25 | Jean-Baptiste Macquet, Adrien Hardy | 2006 iunie 17      | Poznań       |
| dublu vâsle                          | 5:36,20 | Christopher Morgan, James McRae, Brendan Long, Daniela Noonan                                                                                   | 2008 august 10     | Peking       |
| două rame fără cârmaci               | 6:14,27 | James Cracknell, Matthew Pinsent | 2002 septembrie 21 | Sevilla      |
| două rame cu cârmaci                 | 6:42,16 | Igor Boraska, Tihomir Frankovic, St. Milan Razov                                                                                                | 1994 septembrie 18 | Indianapolis |
| patru rame fără cârmaci              | 5:41,35 | Sebastian Thormann, Paul Dienstbach, Philipp Stüer, Bernd Heidicker                                                                             | 2002 septembrie 21 | Sevilla      |
| patru rame cu cârmaci                | 5:58,96 | Armin Weyrauch, Bahne Rabe, Matthias Ungemach, Armin Eichholz, St. Jörg Dederding                                                               | 1991 august 24     | Viena        |
| 8+1                                  | 5:19,85 | Jason Read, Wyatt Allen, Chris Ahrens, Joseph Hansen, Matthew Deakin, Dan Beery, Beau Hoopman, Bryan Volpenheim, St. Pete Cipollone             | 2004 august 15     | Atena        |
| categorie ușoară, simplu vâsle       | 6:47,82 | Zac Purchase | 2006 august 26     | Eton         |
| categorie ușoară: dublu vâsle        | 6:10,21 | Mads Rasmussen, Rasmus Quist | 2007 iunie 23      | Amsterdam    |
| categorie ușoară: patru rame         | 5:45,18 | Michelangelo Crispi, Massimo Guglielmi, Francesco Esposito, Massimo Lana                                                                        | 02025              | Montreal     |
| categorie ușoară: dublu fără cârmaci | 6:26,61 | Tony O'Connor, Neville Maxwell | 02025              | Paris        |
| categorie ușoară: patru fără cârmaci | 5:45,60 | Thomas Ebert, Thomas Poulsen, Eskild Ebbesen, Victor Feddersen                                                                                  | 1999 iulie 9       | Lucerna      |
| categorie ușoară: 8+ 1               | 5:30,24 | Klaus Altena, Christian Dahlke, Mike Kobor, Bernhard Stomporowski, Thomas Melges, Uwe Martie, Michael Buchheit, Kai von Warburg, St. Olaf Kaska | 02025              | Montreal     |

## Feminin
| Disciplina                                 | Timpul    | Echipa | Data               | Locul               |
| ------------------------------------------ | --------- | --- | ------------------ | ------------------- |
| simplu vâsle                               | 7:07,71   | Rumjana Nejkowa | 2002 septembrie 21 | Sevilla             |
| dublu vâsle                                | 6:38,78   | Georgina Evers-Swindell, Caroline Evers-Swindell                                                                                      | 2001 septembrie 21 | Sevilla             |
| patru rame                                 | 6:10,80   | Kerstin Köppen, Kathrin Boron, Katrin Rutschow-Stomporowski, Jana Sorgers                                                             | 1996 mai 19        | Duisburg            |
| două rame fără cârmaci                     | 6:53,80   | Georgeta Andrunache, Viorica Susanu                                                                                                   | 2002 septembrie 21 | Sevilla             |
| patru rame fără cârmaci                    | 6:25,35   | Robyn Selby Smith, Jo Lutz, Amber Bradley, Kate Hornsey                                                                               | 2006 august 26     | Eton                |
| 8 + 1                                      | 5:55,50}} | Brett Sickler, Megan Cooke, Anna Goodale, Lindsay Shoop, Anna Mickelson, Susan Francia, Caroline Lind, Caryn Davies, St. Mary Whipple | 2006 august 27     | Eton                |
| categorie ușoară: simplu vâsle             | 7:28,15}} | Constanta Pipota | 1994 iunie 19      | Paris               |
| categorie ușoară: dublu vâsle              | 6:49,77}} | Dongxiang Xu, Shimin Yan | 2006 iunie 17      | Poznań              |
| categorie ușoară: 4 rame                   | 6:23,96}} | Hua Yu, Haixia Chen, Xuefei Fan, Jing Liu                                                                                             | 2006 august 27     | Eton                |
| categorie ușoară: dublu vâsle fără cârmaci | 7:18,32}} | Eliza Blair, Justine Joyce | 1997 septembrie 7  | Aiguebelette-le-Lac |